# Juan Andrés
Padre Juan Andrés, S.I., italianizzato Giovanni Andrés (in spagnolo: Juan Andrés y Morell; Planes, 15 febbraio 1740 – Roma, 12 gennaio 1817) è stato un umanista, critico letterario e bibliotecario spagnolo naturalizzato italiano.
Andrés, che scrisse le sue opere fondamentali originalmente in italiano, è considerato il padre della letteratura universale e comparata, nonché l'autore più importante della Scuola Universalista Spagnola del XVIII secolo.

## Biografia intellettuale
Nel 1767, con la cacciata dei gesuiti dalla Spagna, Juan Andrés, membro della Compagnia dal 1754, fu espulso dal Paese e si stabilì in Italia. Inizialmente risiedette a Ferrara, dove insegnò filosofia all'Università fino all'anno 1774, quando si trasferì a Mantova presso la famiglia del Marchese Giuseppe Bianchi in qualità di precettore del figlio. Nel 1782 pubblicò in italiano, come del resto quasi tutti i suoi scritti, il primo tomo della grande opera Dell'origine, progressi e stato attuale d'ogni letteratura, presso la stamperia di Giambattista Bodoni, a Parma. È del 1785 il suo primo grande viaggio attraverso la penisola italiana, che lo porterà a visitare città quali Bologna, Firenze, Pisa, Roma e Napoli, tour che ripercorrerà nei primi due tomi delle Cartas familiares indirizzate al fratello Carlos, traduttore allo spagnolo di quasi tutti gli scritti di Andrés. Le Cartas si arricchiranno dei resoconti di altri viaggi (Repubblica di Venezia, 1788, Lombardia, Piemonte, Liguria, 1791), pubblicati in altri 3 tomi delle Cartas familiares (tomi III-V, 1790-1793). Dopo l’invasione napoleonica dell’Italia, che provocò la sua precipitosa fuga da Mantova, Andrés termina il suo ultimo periodo di attività professionale a Napoli.
Per volere di Giuseppe Bonaparte, nel 1806 è nominato Prefetto della Biblioteca Reale di Napoli, incarico che lo portò a lottare contro la corruzione e lo spoglio bibliografico dei fondi. La biblioteca era all'epoca sita nel Palazzo degli Studi, attuale sede del Museo archeologico nazionale. Rimase Prefetto anche durante il periodo di dominazione francese e dopo la Restaurazione borbonica. Nella città partenopea svolse una straordinaria attività bibliografica, e fu oggetto di varie e continue ostilità. Nel 1816, divenuto cieco a causa delle conseguenze di un'operazione agli occhi, lascia Napoli per la casa Professa del Gesù di Roma, città in cui morì il 12 gennaio 1817. 

Fra le opere rare della collezione da lui raccolta fu rinvenuto il manoscritto autografo di san Tommaso d'Aquino, relativo alle lezioni tenute all'Università di Colonia, che gli fu donato personalmente da Gioacchino Murat. Andrés acquisì inoltre il possesso di un'edizione del Martirologio Pulsanense redatta in scrittura beneventana del XIII secolo, gli scritti di Lattanzio (datati al 1465 e fra i primi stampati in Italia) e un esempio degli incunaboli lasciati da Melchiorre Delfico alla Real Biblioteca Borbonica.
Juan Andrés, personaggio di rilievo con Lorenzo Hervás e Antonio Eximeno della Scuola Universalista Spagnola del XVIII secolo, si distinse nel campo della storiografia e dell'erudizione letteraria. La sua opera maggiore, Dell'origine, progressi e stato attuale d'ogni letteratura, è la prima Storia Universale della letteratura. Per questo motivo, Juan Andrés è considerato il padre della moderna comparatistica.

## Opere fondamentali e significative
- Prospectus philosophiae universae Publicae disputationi propositae in Templo Ferrariensi P. P. Societatis Jesu Anno 1773..., Ferrara, Josepho Rinaldi Typographo, 1773.
- Dell’origine, progressi e stato attuale d’ogni letteratura, Parma, Stamperia Reale, 1782-1799, 7 volumi +1 di Aggiunte (Parma, Tipografia Ducale Bodoni, 1822). Ed. revisata e ampliata dall'autore: Dell’origine, progressi e stato attuale di ogni letteratura, Roma, 1808-1817, 8 tomi in 9 volumi. (Origen, progresos y estado actual de toda la literatura. Trad. di Carlos Andrés, Madrid, Antonio de Sancha, 1784-1806. Histoire générale des sciences et de la littérature depuis les temps antérieurs à l'histoire grecque jusqu’à nos jours. Trad. di J.E. Ortolani, Paris, Imprimerie Impériale, 1805 [solo vol. I]). Inoltre, sei edizioni italiane dei secoli XVIII e XIX e cinque compendi. Esiste un'edizione critica e completa: Origen, progresos y estado actual de toda la literatura, Trad. di Carlos Andrés (volumi I-V) e di Santiago Navarro Pastor (vol. VI), diretta da Pedro Aullón de Haro, a cura di J. García Gabaldón, S. Navarro Pastor, C. Valcárcel, I: Estudio Preliminar, Historia de toda la Literatura, II: Poesía, III: Elocuencia, Historia, Gramática, IV: Ciencias Naturales, V: Ciencias Naturales, VI: Ciencias Eclesiásticas, Addenda, Onomástica, Madrid, Verbum-Biblioteca Valenciana (Col. Verbum Mayor), 1997-2002, 6 volumi.
- Cartas familiares del abate D. Juan Andrés a su hermano D. Carlos Andrés, dándole noticia del viage que hizo a varias ciudades de Italia en el año 1785, publicadas por el mismo D. Carlos, Madrid, Antonio de Sancha, 1786, Tomi I-II, e successive edizioni (Versione italiana dei capitoli del t. II dedicati a Napoli: Gl'incanti di Partenope. Trad. di Carla Cirillo, a cura di Vincenzo Trombetta, Napoli, Alfredo Guida Editore [«Ritratti di città» 17], 1997).
- Cartas familiares del abate D. Juan Andrés a su hermano D. Carlos Andrés, dándole noticia del viage que hizo a Venecia y otras ciudades de aquella República en el año 1788, publicadas por el mismo D. Carlos, Madrid, Imprenta de Sancha, 1790, Tomo III. (Don Juan Andres Reise durch verschiedene Städte Italiens in den Jahren 1785 und 1788 in vertrauten Briefen an seinen Bruder Don Carlos Andres. Trad. di E. A. Schmid, Weimar, Industrie-Comptoir, 1792, 2 volumi [Traduzione di I-III delle Cartas familiares.] Versione italiana del frammento del t. III: Brano di lettera dell’Abate Giovanni Andres sopra la città di Vicenza. Trad. di Francesco Testa, Treviso, Francesco Andreola Tipografo, 1825).
- Cartas familiares del abate D. Juan Andrés a su hermano D. Carlos Andrés, dándole noticia del viage que hizo a varias ciudades de Italia en el año 1791, publicadas por el mismo D. Carlos, Madrid, Imprenta de Sancha, 1793, tomi IV-V.
- Cartas del abate D. Juan Andrés a su hermano Don Carlos Andrés, en que le comunica varias noticias literarias, Valencia, Joseph de Orga, 1800.
- Napoli, ed., trad. e introd. di P. Aullón de Haro e D. Mombelli, Madrid, Casimiro libri, 2017.
- La Literatura Española del siglo XVIII, ed. de D. Mombelli, Madrid, Instituto Juan Andrés, 2017.
- Estudios Humanísticos, ed. de P. Aullón de Haro, E. Crespo, J. García Gabaldón, D. Mombelli, F.J. Bran, Madrid, Verbum (Col. Verbum Mayor), 2017.
- Estudios Científicos, ed. de P. Aullón de Haro y D. Mombelli, Madrid, Verbum (Col. Verbum Mayor), 2019.
- La Biblioteca Real de Nápoles, ed. de P. Aullón de Haro, F.J. Bran y D. Mombelli, Madrid, Instituto Juan Andrés, 2020.

## Il bicentenario 2017:Anno Juan Andrés
Nel 2017 si compiono due secoli dalla morte di Juan Andrés. La figura dell’Abate e la Scuola Universalista Spagnola del XVIII secolo sono stati oggetto di una grande mostra bibliografica presso la Biblioteca Storica Marqués de Valdecilla dell’Università Complutense di Madrid, realizzata in collaborazione con l’AECID. Si è pubblicata anche una serie di opere commemorative che si sommano ad altre anteriori già esistenti.
L’Instituto Juan Andrés de Comparatística y Globalización ha coordinato lo svolgimento dell’Anno Juan Andrés, che, dopo varie attività accademiche, la nomina postuma a “Hijo predilecto” del suo paese natale di Planes, così come la consegna del VIII ‘’Premio Juan Andrés de Ensayo e Investigación en Ciencias Humanas’’ corrispondente, concluderà a gennaio 2018 con una mostra e congreso che avranno luogo presso la "Biblioteca Nazionale di Napoli", istituzione che è stata l'ultimo destino professionale di Juan Andrés.
Opere commemorative dedicate all'autore
- Juan Andrés y la Escuela Universalista, a cura di P. Aullón de Haro y J. García Gabaldón, Madrid, Ediciones Complutense, 2017.
- Furia. Disertación sobre una inscripción romana, a cura di P. Aullón de Haro y Davide Mombelli, sobre un manuscrito inédito de Juan Andrés.
- Historiografía y Teoría de la Historia del Pensamiento, la Literatura y el Arte, "In memoriam Juan Andrés y la Escuela Universalista Española del Siglo XVIII", a cura di P. Aullón de Haro, Madrid, Dykinson, 2015.
- Metodologías comparatistas y Literatura comparada, “In memoriam Juan Andrés y Lorenzo Hervás”, a cura di P. Aullón de Haro, Madrid, Dykinson, 2012.[11]
- Teoría del Humanismo, “In memoriam Juan Andrés”, a cura di P. Aullón de Haro, Madrid, Verbum (Col. Verbum Mayor), 2010, 7 vols.[12]
- Juan Andrés y la teoría comparatista, a cura di P. Aullón de Haro, S. Navarro Pastor y J. García Gabaldón, Valencia, Biblioteca Valenciana, 2002.
- El abate D. Juan Andrés Morell. Un erudito del siglo XVIII, Adolfo Domínguez Moltó, Alicante, Diputación Provincial, 1978 (è la prima vera monografia sulla figura di Andrés).

## Premio Juan Andrés de Ensayo e Investigación en Ciencias Humanas
Concetto e programma del Premio
Creato nel 2010 e mantenuto per il "Grupo de Investigación Humanismo-Europa" e l'"Instituto Juan Andrés de Comparatística y Globalización", il 'Premio Juan Andrés de Ensayo e Investigación en Ciencias Humanas' si assegna annualmente a una ricerca innovativa, sia per l'oggetto di studio sia per il metodo o i risultati, di materia umanistica. Non è dotato economicamente, trattandosi di un riconoscimento intellettuale, che implica la pubblicazione e la successiva diffusione accademica dell'opera prescelta.
Il premio è un commemorazione destinata a preservare e diffondere l'opera e il pensiero di Juan Andrés e della Scuola Universalista Spagnola del XVIII secolo.
Lista di autori e opere premiati
- 2010: Isaac Donoso e Andrea Gallo, per Literatura hispano-filipina actual (Madrid, Verbum, 2011).
- 2011: Javier Portús, per El concepto de Pintura Española. Historia de un problema (Madrid, Verbum, 2012).
- 2012: José Luis Villacañas, per Dificultades con la Ilustración (Madrid, Verbum, 2013).
- 2013: Xabier Pikaza, per Religión y Globalización (Madrid, Verbum, 2014).
- 2014: Miguel Catalán, per Ética de la verdad y de la mentira (Madrid, Verbum, 2015).
- 2015: Fernando Miguel Pérez Herranz, per Lindos y tornadizos: El Pensamiento Hispano (siglos XV-XVII) (Madrid, Verbum, 2016).[13]
- 2016: Jesús García Gabaldón, per Juan Andrés (1740-1817). Ensayo de una biografía intelectual (Madrid, Verbum, 2017).
- 2017: Javier Pérez Bazo, S. Baulo e R. Cazalbou, per l'edizione critica di Juan Andrés, Histoire Générale de Sciences et de la Littérature (Toulouse, Presses Universitaires du Midi, 2018).[14]
- 2018: José Mª Esteve, per Felipe Pedrell, la creación de la moderna musicología española y el Misterio de Elche, Madrid, Instituto Juan Andrés de Comparatística y Globalización, 2019.
- 2019: Daniel-Henri Pageaux, per De Cervantes a Vargas Llosa. La prosa española entre ficción y mediación, Madrid, Instituto Juan Andrés de Comparatística y Globalización, 2019.
- 2020: Juan Carrete Parrondo, per Madrid. Vida de la Puerta del Sol, Madrid, Instituto Juan Andrés de Comparatística y Globalización, 2021.
- 2021: Sebastián Pineda Buitrago, per La Crítica literaria Hispanoamericana (Una introducción histórica), Madrid, Instituto Juan Andrés.
- 2022: Luis Enrique Ramos Guadalupe, per De Meteorología y huracanes: Benito Viñes, un científico español en Cuba, Madrid, Instituto Juan Andrés, 2023.
- 2023: Ignacio Rodes y Enrique Llobet, ex aequo, per La guitarra. Origen y evolución de su técnica y procedimientos (1500-1900), Madrid, Instituto Juan Andrés, 2022; e Idea de la Música, Madrid, Instituto Juan Andrés (en prensa).